# Prueba de alergia cutánea
La prueba de alergia cutánea o prueba de punción cutánea es un método para el diagnóstico médico de alergias, que intenta provocar una respuesta alérgica pequeña y controlada.

## Métodos
Una cantidad microscópica de un alergeno se introduce en la piel de un paciente por varios medios:

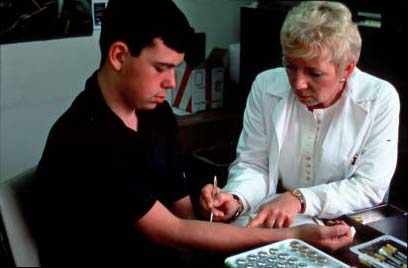
Una persona que recibe una prueba de alergia en la piel.

- Prueba de pinchazo en la piel: pinchando la piel con una aguja o alfiler que contiene una pequeña cantidad del alérgeno.[3]
- Prueba de rascado de la piel: se realiza un rascado dérmico profundo con la ayuda de la parte inferior roma de una lanceta.[4]
- Prueba intradérmica: se inyecta una pequeña cantidad de alérgeno debajo de la dermis con una jeringa hipodérmica.
- Prueba de raspado de la piel: se realiza un raspado superficial con la ayuda de una aguja para eliminar la capa superficial de la epidermis.
- Prueba de parche: aplicar un parche a la piel, donde el parche contiene el alergeno

Si se observa una inmunorrespuesta en forma de erupción cutánea, urticaria (urticaria) o (peor) anafilaxia, se puede concluir que el paciente tiene hipersensibilidad (o alergia) a ese alérgeno. Se pueden realizar más pruebas para identificar el alergeno particular. 
La "prueba de rasguño de la piel", como se la llama, no se usa con mucha frecuencia debido a la mayor probabilidad de infección. Por otro lado, la "prueba de raspado de la piel" es indolora, no deja pigmentación residual y no tiene riesgo de infección, ya que está limitada a la capa superficial de la piel. 
Algunas alergias se identifican en unos minutos, pero otras pueden tomar varios días. En todos los casos donde la prueba es positiva, la piel se levantará, se enrojecerá y aparecerá picazón. Se registran los resultados: ronchas más grandes que indican que el sujeto es más sensible a ese alérgeno en particular. Una prueba negativa no descarta de manera concluyente una alergia; ocasionalmente, la concentración necesita ser ajustada, o el cuerpo no logra obtener una respuesta. 

### Pruebas de reacciones inmediatas

Prueba de piel en brazo

En las pruebas de pinchazo, rasguño y raspado, unas pocas gotas del alergeno purificado se inyectan suavemente sobre la superficie de la piel, generalmente el antebrazo. Esta prueba generalmente se realiza para identificar alergias a la caspa de mascotas, polvo, polen, alimentos o ácaros del polvo. Las inyecciones intradérmicas se realizan inyectando una pequeña cantidad de alérgeno justo debajo de la superficie de la piel. La prueba se realiza para evaluar las alergias a medicamentos como la penicilina o el veneno de abeja. 

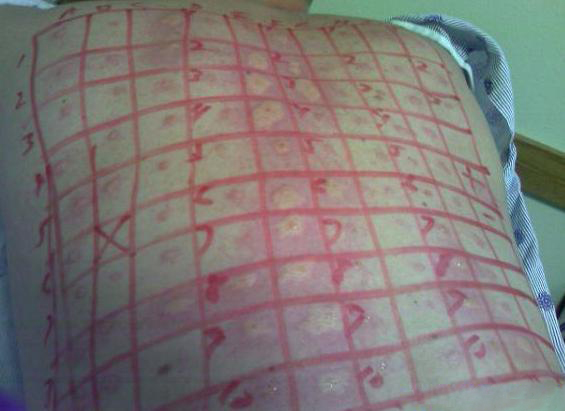
Prueba de piel en la espalda

Para garantizar que la piel reaccione de la forma en que se supone que debe hacerlo, todas las pruebas de alergia cutánea también se realizan con alérgenos probados como la histamina y no alérgenos como la glicerina. La mayoría de las personas reaccionan a la histamina y no reaccionan a la glicerina. Si la piel no reacciona adecuadamente a estos alérgenos, lo más probable es que no reaccione a los otros alérgenos. Estos resultados se interpretan como falsamente negativos.

### Pruebas de reacciones retardadas

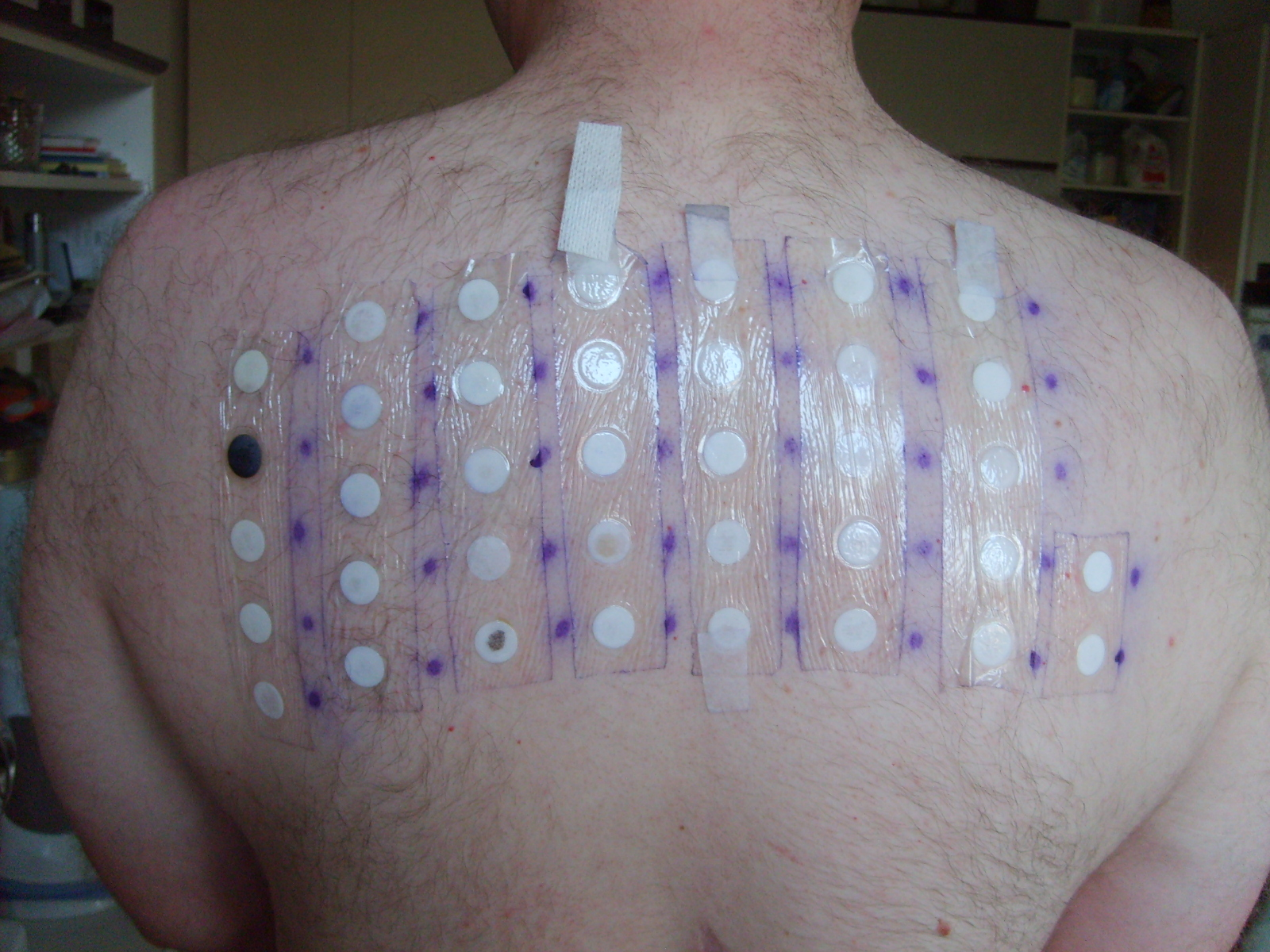
Prueba de parche

La prueba de parche simplemente usa un parche grande que tiene diferentes alérgenos. El parche se aplica sobre la piel, generalmente en la espalda. Los alérgenos en el parche incluyen látex, medicamentos, conservantes, tintes para el cabello, fragancias, resinas y varios metales. 

### Titulación del punto final en la piel
También llamada prueba intradérmica, esta titulación del punto final en la piel (SET) utiliza una inyección intradérmica de alérgenos en concentraciones crecientes (titulación) para medir la respuesta alérgica. Para prevenir una reacción alérgica severa, la prueba se inicia con una solución muy diluida. Después de 10 minutos, se mide el sitio de inyección para detectar el crecimiento de ronchas, una pequeña inflamación de la piel. Si se observa 2 mm de crecimiento, se administra una segunda inyección a una concentración más alta para confirmar la respuesta. El punto final es la concentración de antígeno que causa un aumento en el tamaño de la roncha seguido de una roncha confirmatoria. Si la roncha crece más de 13 mm, entonces no se administran más inyecciones ya que esto se considera una reacción importante.

## Preparación
No se requieren preparaciones importantes para las pruebas cutáneas. En la primera consulta, se obtiene el historial médico del sujeto y se realiza un examen físico. Todos los sujetos deben traer una lista de sus medicamentos porque algunos pueden interferir con las pruebas. Otros medicamentos pueden aumentar la posibilidad de una reacción alérgica grave. Los medicamentos que comúnmente interfieren con las pruebas cutáneas incluyen los siguientes:
- Antagonistas de histamina como Fexofenadina (Allegra), Loratadina (Claritin), Benadryl, Cetirizina (Zyrtec).
- Antidepresivos como Amitriptilina, Doxepina
- Antiácidos como Cimetidina (Tagamet) o Ranitidina (Zantac).

Los sujetos que se someten a pruebas cutáneas deben saber que la anafilaxia puede ocurrir en cualquier momento. Entonces, si se experimenta alguno de los siguientes síntomas, se recomienda una consulta médica inmediatamente:
- Fiebre baja
- Aturdimiento o mareos
- Sibilancias o falta de aliento
- Erupción cutánea extensa
- Hinchazón de la cara, labios o boca
- Dificultad para tragar o hablar

## Contraindicaciones
Aunque la prueba de la piel puede parecer un procedimiento benigno, tiene algunos riesgos, que incluyen protuberancias rojas (urticaria) que pueden ocurrir después de la prueba. La urticaria generalmente desaparece en unas pocas horas después de la prueba. En casos raros pueden persistir por un día o dos. Estas ronchas pueden picar y se tratan mejor aplicando una crema de hidrocortisona de venta libre. En casos muy raros, uno puede desarrollar una reacción alérgica completa. Los médicos que realizan pruebas cutáneas siempre tienen equipos y medicamentos disponibles en caso de que ocurra una reacción de anafilaxia. Esta es la razón principal por la cual los consumidores no deben hacerse las pruebas de piel en tiendas de la esquina o por personas que no tienen capacitación médica. 
Los antihistamínicos, que se usan comúnmente para tratar los síntomas de alergia, interfieren con las pruebas cutáneas, ya que pueden evitar que la piel reaccione a los alérgenos que se están probando. Las personas que toman un antihistamínico necesitan elegir una forma diferente de prueba de alergia o dejar de tomar la antihistimina temporalmente antes de la prueba. El período de tiempo necesario puede variar de un día o dos a 10 días o más, dependiendo de la medicación específica. Algunos medicamentos que no se usan principalmente como antihistamínicos, incluidos los antidepresivos tricíclicos, los antipsicóticos basados en fenotiazina y varios tipos de medicamentos utilizados para trastornos gastrointestinales, pueden interferir de manera similar con las pruebas cutáneas.
Las personas que tienen una enfermedad cutánea generalizada grave o una infección cutánea aguda no deben someterse a pruebas cutáneas, ya que se necesita una piel no afectada para las pruebas. Además, las pruebas cutáneas deben evitarse para las personas con un riesgo elevado de shock anafiláctico, incluidas las personas que se sabe que son muy sensibles incluso a la menor cantidad de alérgenos.
Además de las pruebas cutáneas, hay análisis de sangre que miden un anticuerpo específico en la sangre. El anticuerpo IgE juega un papel vital en las alergias, pero sus niveles en sangre no siempre se correlacionan con la reacción alérgica.
Hay muchos profesionales de la salud alternativos, que realizan una variedad de pruebas de neutralización de provocación, pero la mayoría de estas pruebas no tienen validez según la academia y no se ha demostrado su funcionamiento.